# البطولة الوطنية التونسية 1968–69
الدوري التونسي لكرة القدم 1968-1969 هو الموسم رقم 14 من الرابطة التونسية المحترفة الأولى لكرة القدم. أفضل 16 ناديا تونسيا يلعبون فيما بينهم ذهابا وإيابا.

فاز بهذا الموسم النادي الرياضي الصفاقسي، وجاء ثانيا النادي الأفريقي وثالثا المستقبل الرياضي بالمرسى.